# Helicteres prostrata
Helicteres prostrata är en malvaväxtart som beskrevs av S. Y. Liu. Helicteres prostrata ingår i släktet Helicteres och familjen malvaväxter. Inga underarter finns listade i Catalogue of Life.